# Antratsyt
Antratsyt (en ukrainien : Антрацит, en russe : Антрацит, Antratsit) est une ville minière de l'oblast de Louhansk, dans le sud-est de l'Ukraine, et le centre administratif du raïon d'Antratsyt. Sa population s'élevait à 52 353 habitants en 2021.
À partir de 2014, à la suite de la guerre du Donbass, la ville est contrôlée par la république populaire de Lougansk.

## Géographie
Antratsyt est située en Ukraine, à 53 km — 77 km par la route — au sud de Louhansk. Elle est assise sur le Plateau du Donets, à 235 mètres d'altitude.

## Histoire
Le territoire d'Antratsyt est habité depuis plus de trente mille ans, comme l'attestent des vestiges archéologiques (sites funéraires, nombreux monticules à la périphérie de la ville). Après les effets dévastateurs des invasions des nomades coumans et mongols-tatars, ce territoire resta longtemps inhabité et fut nommé « domaine sauvage » (Дикое поле, Dikoïe polie). Ce n'est qu'à la fin du XVIe siècle et au début du XVIIe siècle que furent établis les premiers postes des Cosaques zaporogues et des Cosaques du Don et que des paysans commencèrent à s'y installer.
La ville doit son nom et son développement à l'anthracite, un charbon de haute qualité. En 1794, le Cosaque Ivan Dvoujenov trouva du « charbon de terre » près de la rivière Krepenkoï. La cité d'Antratsyt se développa près des premières mines à partir de 1895. Au début du XXe siècle, d'autres mines furent mises en exploitation.
En 1920, la localité reçut officiellement le nom de Bokovo-Antratsyt. En 1936, elle devint un centre administratif de raïon. Du 18 juillet 1942 au 19 février 1943, la ville fut occupée par les troupes de l'Allemagne nazie, mais elles ne furent pas en mesure d'exploiter les mines. Un détachement de partisans de Bokovo-Antratsyt, sous le commandement de E. I. Voropaeva, était très actif sur les arrières de l'ennemi. Six habitants reçurent le titre de Héros de l'Union soviétique, et trois l'Ordre de la Gloire.
En 1962, la ville fut renommée Antratsyt.

## Population
| 1939    | 1959    | 1970    | 1979    | 1989    | 2001    |
| ------- | ------- | ------- | ------- | ------- | ------- |
| 13 297* | 24 462* | 54 673* | 60 687* | 71 655* | 63 698* |

| 2010   | 2011   | 2012   | 2013   | 2014   | 2015   |
| ------ | ------ | ------ | ------ | ------ | ------ |
| 55 897 | 55 441 | 55 060 | 54 640 | 54 242 | 53 887 |

| 2016   | 2017   | 2018   | 2019   | 2020   | 2021   |
| ------ | ------ | ------ | ------ | ------ | ------ |
| 53 713 | 53 641 | 52 994 | 52 749 | 52 525 | 52 353 |

## Personnalités liées à la ville
- Vladimir Liakhov : cosmonaute, né à Antratsyt en 1941.
- Alex Len : joueur de basket-ball professionnel évoluant en NBA, né à Antratsyt en 1993.